# Maximiliano de la Cruz
Maximiliano Ricardo Javier Fausto Nicolás Arturo De La Cruz Reffino (Montevideo, 11 de marzo de 1976) es un actor, humorista y presentador de televisión uruguayo.

## Biografía

### Vida personal

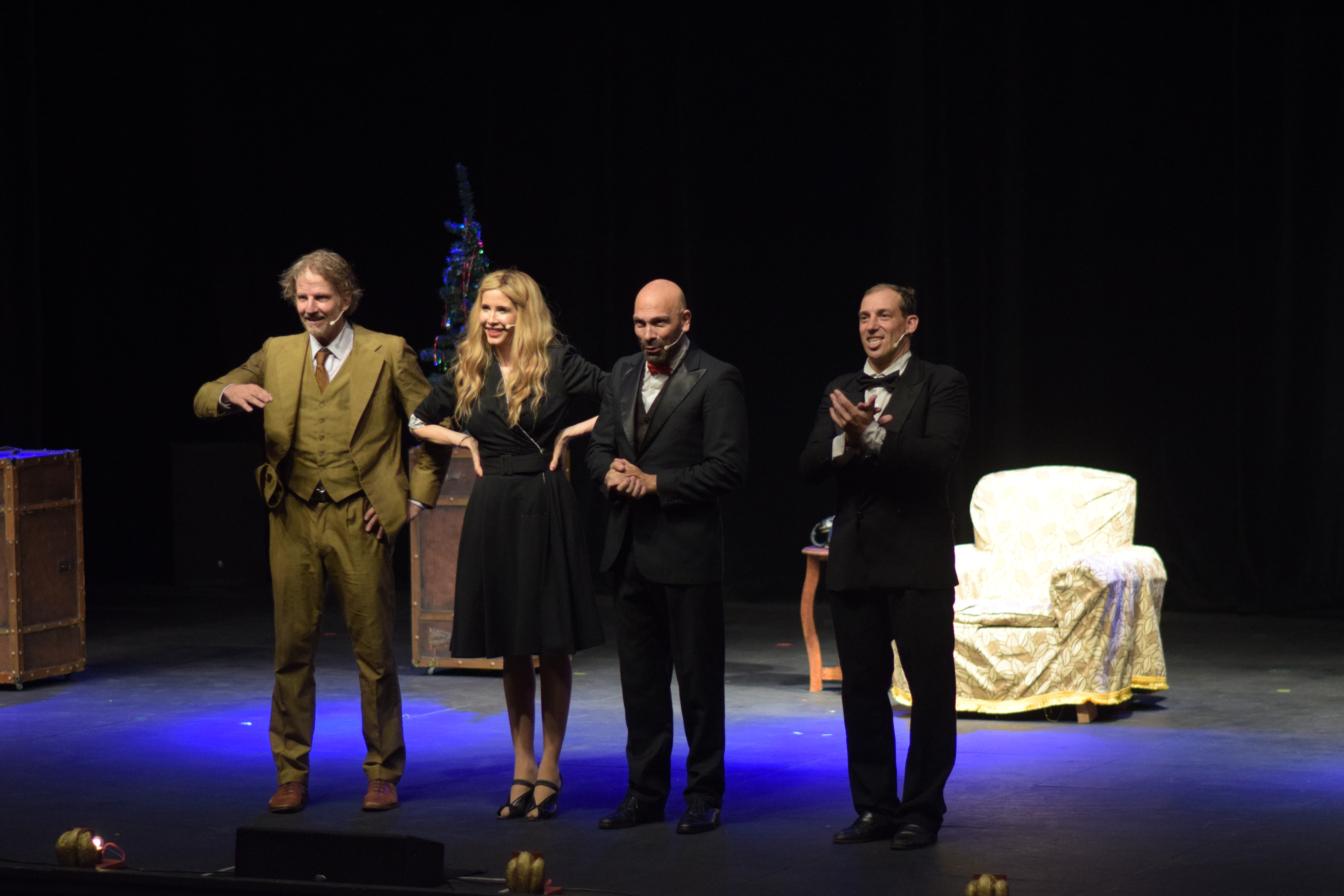
Maxi De la Cruz en Los 39 escalones en Mar del Plata

Hijo de Hada Helena Reffino y del actor cómico Cacho de la Cruz. Es padre de Candelaria y Santino.

### Carrera
Comenzó su carrera artística muy joven, a comienzos de los años 1990 en Teledoce de Montevideo, conduciendo un programa infantil El club de las Tortugas Ninja. Tiempo después, tras un breve pasaje de una temporada en Canal 5, fue nuevamente convocado por Teledoce para conducir Maxianimados junto a Paola Bianco, con el cual se hizo más conocido por el público uruguayo. Dicho ciclo duró 6 años en pantalla. Más tarde condujo El teléfono junto a Rubén Rada y a la actriz Emilia Díaz, en la misma emisora. Luego su padre le propuso integrar su clásico programa El show del mediodía como actor y coconductor. Allí se mantuvo hasta el final del programa en 2008.
En ese momento condujo otros exitosos ciclos dentro del canal como Telemental, El casting de la Tele en su versión uruguaya junto a Eunice Castro, siendo este programa grabado en los estudios de Ideas del Sur en Argentina. Más tarde condujo Cantando en la oficina junto a Lucila Rada, y en 2011 estuvo al frente de Los comediantes, primer programa de stand-up en la televisión uruguaya. 
En Argentina participó en el ciclo televisivo Un Mundo Perfecto de Roberto Petinatto, y en 2011 participó como comediante en los ciclos satélites de Ideas del Sur La cocina del show y Sábado Show. 
Actuó en varias obras de teatro del género comedia, como Taxi, Sin vergüenzas, Adelante mi coronel, Azafatas y Boing, Boing. También actuó en obras para niños. Formó parte de la compañía teatral de Aníbal Pachano, actuando en obras como Pour La Gallery y Smail. Luego participó en Stravaganza de Flavio Mendoza. También probó suerte en Estados Unidos, trabajando como comediante.
En el 2014 volvió a la televisión uruguaya luego de un año sabático, para conducir el programa de talentos de Teledoce, Yo me llamo, junto a Roberto Musso, Omar Varela, y Lea Ben Sasson en el jurado. En 2015 estuvo al frente de la segunda temporada del concurso. En ese año formó parte del elenco del programa humorístico Me resbala conducido por Rafael Villanueva. En 2017 participó en la telenovela argentina de Pol-ka Producciones, Quiero vivir a tu lado, interpretando el papel de Javier Damián "Damo" Gómez.
En 2019 volvió a la televisión para presentar el programa de concursos Trato hecho, versión uruguaya de Deal or no deal, primeramente en su edición famosos en todos los programas tras la salida del conductor principal Sebastián Abreu. Al año siguiente comenzó a conducir La culpa es de Colón junto a un equipo de humoristas. En noviembre de 2021 estrenó el programa concurso 100 uruguayos dicen, segunda versión uruguaya del formato estadounidense Family Feud. En mayo de 2022 fichó como conductor del concurso de talentos de Teledoce, ¿Quién es la máscara?, estando al frente de las tres temporadas emitidas.
En agosto de 2022 dejó la conducción de 100 uruguayos dicen, siendo reemplazado por el periodista y presentador Christian Font. En mayo de 2023 se anunció que De la Cruz sería un participante en el Bailando 2023, la decimoquinta temporada del reality argentino, Bailando por un sueño. Debutó en el certamen el 14 de septiembre. En diciembre de 2024 fue anunciado como conductor de la adaptación uruguaya del formato español, Tu cara me suena.

## Trayectoria

### Televisión
| Programas     | Programas                     | Programas            | Programas  | Programas                  |
| Año           | Título                        | Canal                | Canal      | Rol                        |
| ------------- | ----------------------------- | -------------------- | ---------- | -------------------------- |
| 1990-1993     | El club de las Tortugas Ninja | Bandera de Uruguay   | Teledoce   | Conductor                  |
| 1994          | Maxidibujos                   | Bandera de Uruguay   | TNU        |                            |
| 1995-2000     | Maxianimados                  | Bandera de Uruguay   | Teledoce   | Coconductor                |
| 1996          | Plop!                         | Bandera de Uruguay   | Teledoce   |                            |
| 1997          | El teléfono                   | Bandera de Uruguay   | Teledoce   | Coconductor                |
| 1999          | Guau!                         | Bandera de Uruguay   | Teledoce   | Humorista                  |
| 2000-2008     | El show del mediodía          | Bandera de Uruguay   | Teledoce   | Actor y conductor          |
| 2004          | Humor a las brasas            | Bandera de Uruguay   | Teledoce   | Humorista                  |
| 2009          | El casting de la Tele         | Bandera de Uruguay   | Teledoce   | Conductor                  |
| 2009          | Telemental                    | Bandera de Uruguay   | Teledoce   | Conductor                  |
| 2010          | Cantando en la oficina        | Bandera de Uruguay   | Teledoce   | Coconductor                |
| 2011          | Los comediantes               | Bandera de Uruguay   | Teledoce   | Humorista                  |
| 2011          | La cocina del show            | Bandera de Argentina | Canal 13   | Humorista                  |
| 2011          | Sábado show                   | Bandera de Argentina | Canal 13   | Humorista                  |
| 2012          | Un mundo perfecto             | Bandera de Argentina | Canal 13   | Panelista                  |
| 2013          | Sinvergüenza                  | Bandera de Uruguay   | Teledoce   | Conductor                  |
| 2014-2015     | Yo me llamo                   | Bandera de Uruguay   | Teledoce   | Conductor                  |
| 2015          | Me Resbala                    | Bandera de Uruguay   | Teledoce   | Conductor                  |
| 2019-2021     | Trato hecho                   | Bandera de Uruguay   | Teledoce   | Conductor                  |
| 2020-presente | La culpa es de Colón          | Bandera de Uruguay   | Teledoce   | Conductor                  |
| 2021-2022     | 100 uruguayos dicen           | Bandera de Uruguay   | Teledoce   | Conductor                  |
| 2022-2024     | ¿Quién es la máscara?         | Bandera de Uruguay   | Teledoce   | Conductor                  |
| 2023          | Showmatch: Bailando 2023      | Bandera de Argentina | América TV | Participante               |
| 2025          | Tu cara me suena              | Bandera de Uruguay   | Teledoce   | Conductor                  |
| Ficciones     |                               |                      |            |                            |
| Año           | Título                        |                      | Canal      | Personaje                  |
| 2007          | La oveja negra                | Bandera de Uruguay   | Teledoce   |                            |
| 2013          | Sos mi hombre                 | Bandera de Argentina | Eltrece    | Gastón                     |
| 2017          | Quiero vivir a tu lado        | Bandera de Argentina | Eltrece    | Javier Damián "Damo" Gómez |
| 2021          | Metro de Montevideo           | Bandera de Uruguay   | TV Ciudad  | Estrella invitada          |

### Comediante en vivo
- Maxi stand up show.[16]

### Cine
- 2010, La despedida
- 2022, En la mira
- 2023, El duelo
- 2023, La sociedad de la nieve

### Radio
- 2000 - 2002, Anda Llevando X FM (Junto a Pablo Cancela)
- 2012, Stand-up por sus propios dueños (junto a Rafael Cotelo) en Océano FM.
- 2012 - 2015, Radiomental (junto a Rafa Villanueva y Diego Waisrub).

### Teatro
- 2022 - 2023: Los 39 escalones de John Buchan y Alfred Hitchcock, con Facundo Arana, Guillermina Valdés y Freddy Villareal, Teatro Tronador.

## Premios
- 2010, Premio Asociación de Cronistas del Espectáculo de Argentina como revelación masculina por su labor en "Pour la gallery".
- 2012, Premio Carlos como revelación masculina por su labor en "Smail".
- 2014, Premio Iris de Oro[17]
- 2014, Premios VOS nominado como mejor humorista en "Stravaganza".
- 2016, Premio Carlos como figura destacada masculina.[18]
- 2022, Premio Estrella de Mar como mejor actor secundario por su labor en Los 39 Escalones.[19]